# Hide Away
Hide Away è un singolo della cantante statunitense Daya, pubblicato il 22 aprile 2015 come primo estratto dal primo EP eponimo e incluso nel primo album in studio Sit Still, Look Pretty.

## Descrizione
Quinta e penultima traccia dell'EP, Hide Away, nonché singolo di debutto dell'interprete, è stato descritto dal team editoriale di Billboard come un pezzo dance pop.

## Promozione
Il 1º maggio 2016 Daya, accompagnata da Kelsea Ballerini, ha eseguito il brano come parte di un mashup con il singolo Peter Pan di quest'ultima nell'ambito dei Radio Disney Music Awards.

## Accoglienza
Jason Lipshutz di Billboard ha incluso Hide Away nella sua lista «Playlist pop estiva del 2015: 15 canzoni fantastiche che potresti aver perso», etichettandolo come «un esordio favoloso».

## Tracce
Testi e musiche di Brett McLaughlin, Britten Newbill e Gino "Farrago" Barletta.
1. Hide Away – 3:12

## Formazione
Musicisti
- Daya – voce
- Gino Barletta – cori

Produzione
- Scott Bruzenak – produzione
- Gino Barletta – produzione vocale
- Tom Coyne – mastering
- Jamie P. Velez – ingegneria del suono, missaggio

## Classifiche

### Classifiche settimanali
| Classifica (2016) | Posizione massima |
| ----------------- | ----------------- |
| Australia         | 6                 |
| Austria           | 45                |
| Belgio (Fiandre)  | 35                |
| Belgio (Vallonia) | 65                |
| Canada            | 18                |
| Germania          | 44                |
| Irlanda           | 57                |
| Italia            | 82                |
| Norvegia          | 29                |
| Nuova Zelanda     | 15                |
| Paesi Bassi       | 48                |
| Repubblica Ceca   | 25                |
| Slovacchia        | 25                |
| Stati Uniti       | 23                |
| Svezia            | 55                |
| Svizzera          | 55                |
| Ungheria          | 32                |

### Classifiche di fine anno
| Classifica (2016) | Posizione |
| ----------------- | --------- |
| Australia         | 55        |
| Canada            | 69        |
| Stati Uniti       | 84        |